# Górka rozrządowa

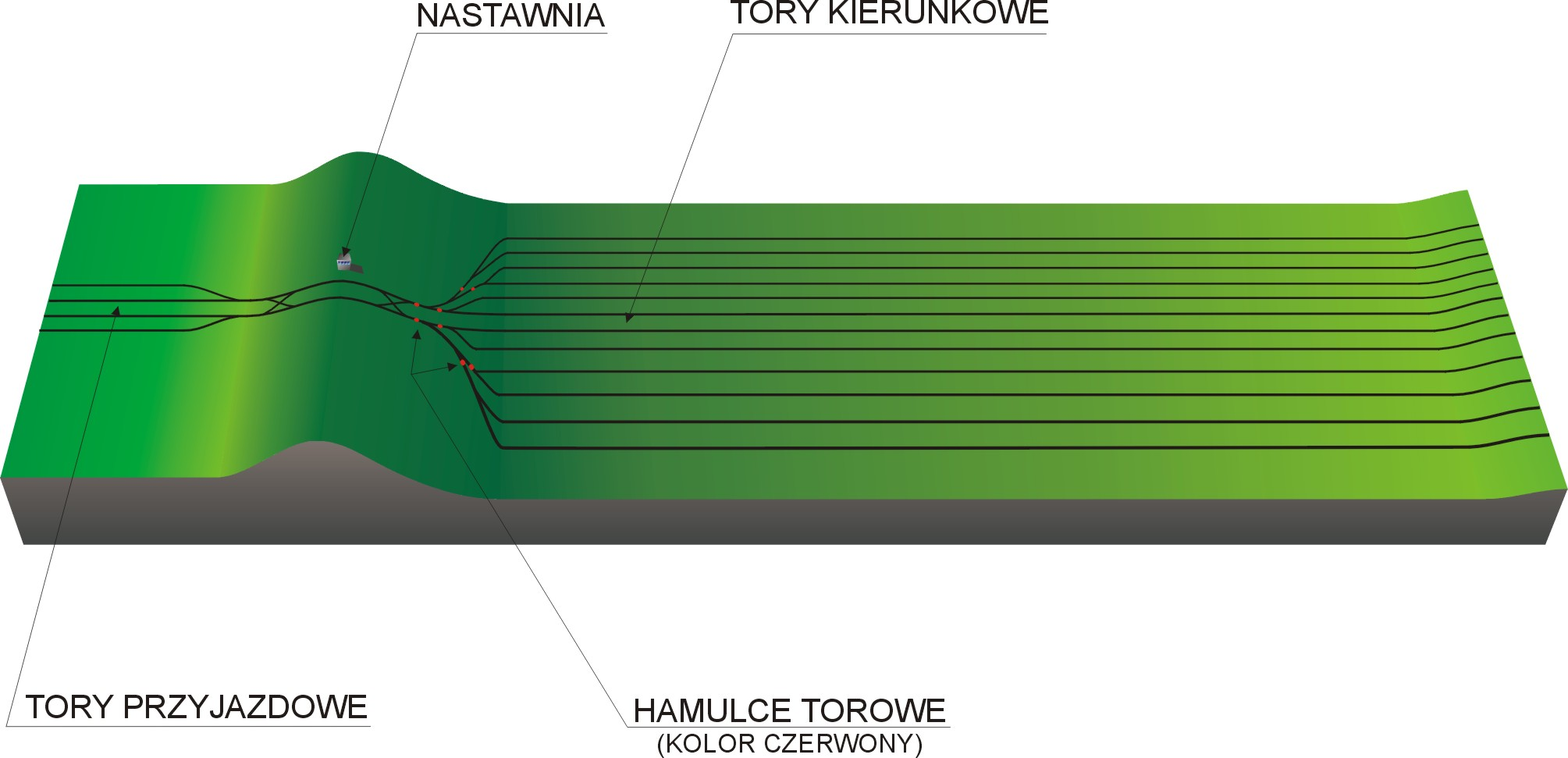
Schemat górki rozrządowej

Górka rozrządowa – niewielkie, sztuczne wzniesienie o odpowiednim profilu znajdujące się na stacji rozrządowej i służące do rozrządzania (segregowania) wagonów towarowych znajdujących się w pociągach z wagonami o różnych stacjach przeznaczenia.
Stacje rozrządowe z górką rozrządową wykorzystują metodę rozrządu grawitacyjnego, bardziej efektywną w porównaniu do rozrządu płaskiego. Istnienie górki rozrządowej nie decyduje o tym, czy dana stacja posiada status stacji rozrządowej; status taki nadaje zarządca infrastruktury kolejowej.
Manewry na górce rozrządowej są wykonywane na podstawie poleceń wydawanych za pomocą tarcz rozrządowych.

## Galeria

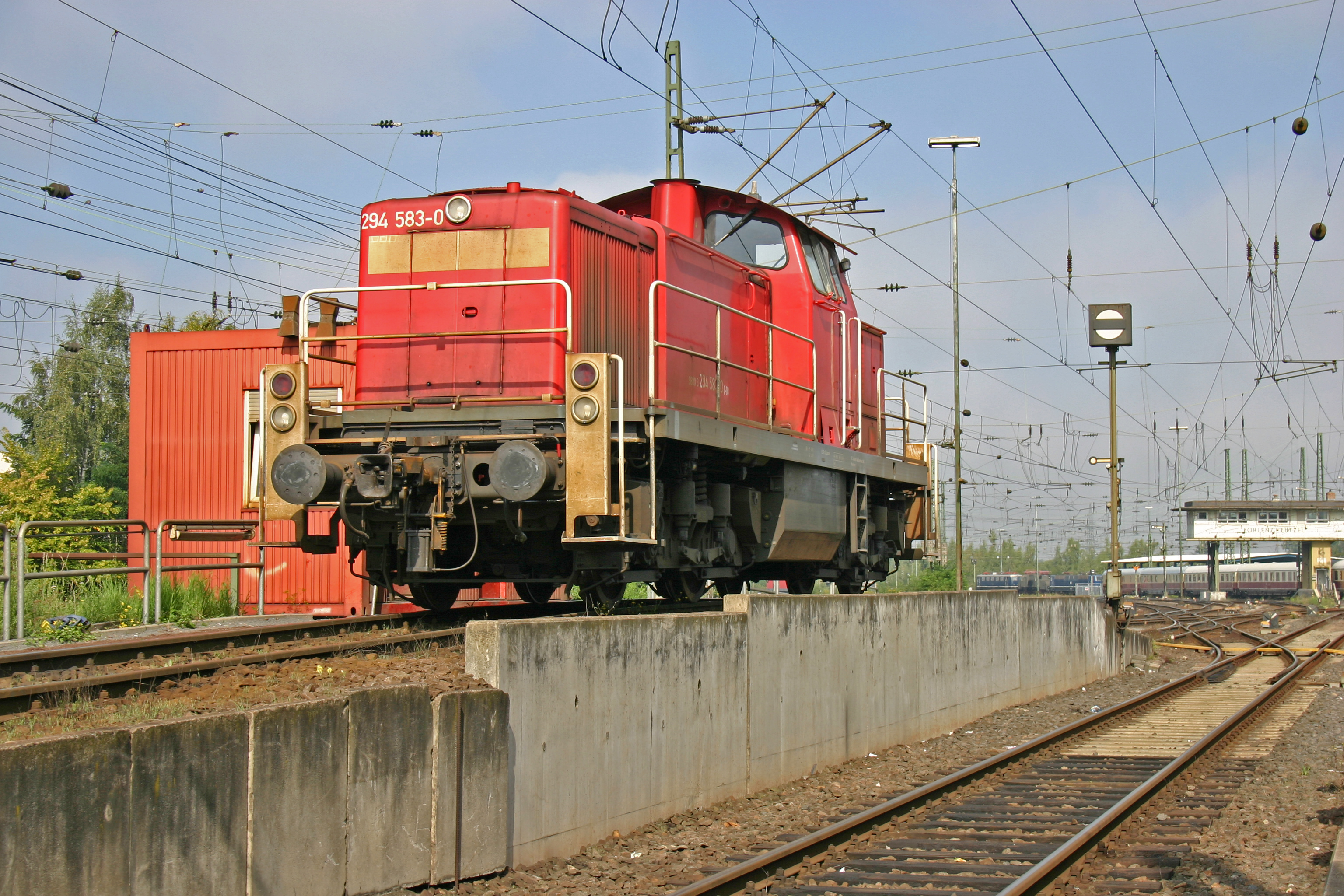
Lokomotywa na górce rozrządowej w Koblencji
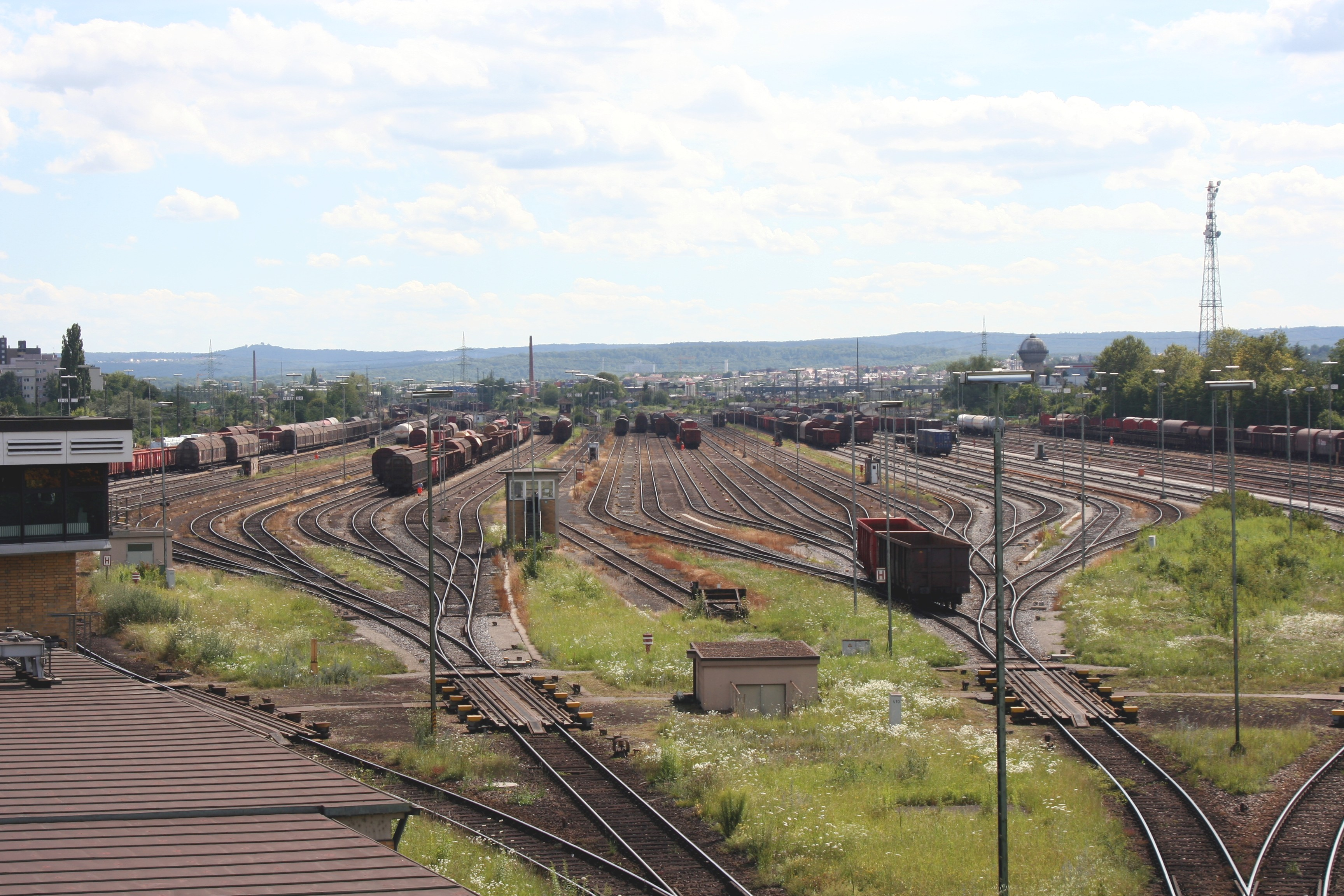
Tory kierunkowe tej samej stacji rozrządowej; na prawo od środka kadru widoczne dwa wagony staczające się ze wzniesienia
- Film prezentujący rozrządzanie wagonów